# Lil Wayne
Pour les articles homonymes, voir Carter et Wayne.
Lil Wayne, de son vrai nom Dwayne Michael Carter Jr. (né le 27 septembre 1982 à La Nouvelle-Orléans, en Louisiane), est un rappeur, chanteur, auteur-compositeur, producteur et entrepreneur américain. En 1991, à l'âge de neuf ans, Lil Wayne se joint à Cash Money Records en tant que plus jeune membre du label, et membre du duo The B.G.'z, aux côtés du rappeur Lil' Doogie. En 1996, Lil Wayne forme le groupe de hip-hop, les Hot Boys, avec ses collègues de Cash Money Juvenile, Young Turk et Lil' Doogie (actuellement B.G.). Les Hot Boys se lancent avec l'album Get It How U Live!, la même année. Le groupe se propulse réellement avec l'album Guerrilla Warfare publié en 1999, certifié disque de platine, et le single Bling Bling. Bien que membre de Cash Money Records, Lil Wayne est également directeur général de son propre label Young Money Entertainment, qu'il a fondé en 2005.
Le premier album de Lil Wayne, Tha Block Is Hot, publié en 1999, est certifié disque de platine par la Recording Industry Association of America (RIAA). Ses albums qui succèdent, Lights Out (2000) et 500 Degreez (2002), seront certifiés disques d'or. Wayne atteint une plus grande popularité grâce à son album Tha Carter en 2004, qui contient le single Go D.J., et à sa participation au single des Destiny's Child Soldier la même année. Il sera suivi de Tha Carter II en 2005, et de plusieurs mixtapes et collaborations entre 2006 et 2007. Wayne publie ensuite l'album Tha Carter III en 2008, qui deviendra le meilleur succès du rappeur en date de 2015, avec un million d'exemplaires vendus en une semaine aux États-Unis. L'album remporte un Grammy Award dans la catégorie « meilleur album rap » et contient les singles à succès Lollipop, A Milli et Got Money.
À la suite du succès de Tha Carter III, Wayne décide d'enregistrer un album orienté rock intitulé Rebirth. L'album, publié en 2010, est certifié disque d'or par la RIAA, malgré l'accueil général négatif. En mars 2010, Lil Wayne purge une peine de huit mois à New York pour détention illégale d'armes. Le huitième album de Wayne, I Am Not a Human Being (2010), est publié pendant sa peine de prison. L'album suit de Tha Carter IV en 2011, écoulés à 964 000 la première semaine après publication. Il contient les singles 6 Foot 7 Foot, How to Love et She Will. Le 27 septembre 2012, Lil Wayne surpasse Elvis Presley dans le classement Billboard Hot 100 du plus grand nombre de chansons, avec 109 au total. Le treizième album de Lil Wayne Tha Carter V a été  révélé le jour de son anniversaire, le 27 septembre 2018. Lil Wayne compte plus de 15 millions d'albums vendus et 37 millions de téléchargements aux États-Unis, ainsi que 100 millions d'exemplaires vendus à l'international. Sa fortune est estimée à 150 millions de dollars en 2015.

## Biographie

### Enfance et Hot Boys
Dwayne Michael Carter, Jr. naît le 27 septembre 1982  à La Nouvelle-Orléans, en Louisiane, de Jacida Carter, alors âgée de 19 ans, et Dwayne Michael Turner. Peu après sa naissance, son père quitte le domicile familial, situé dans le quartier d'Hollygrove. Par la suite, sa mère rencontre Reginald « Rabbit » McDonald, qui deviendra son beau-père, et ils déménagent pour l'est de La Nouvelle-Orléans afin de fuir la misère du ghetto de Hollygrove. Il développe dès ses premières années un intérêt pour la musique. La mort de son beau-père alors qu'il avait 14 ans fût un fait marquant pour lui, et il trouva un réconfort dans la musique. Rapidement, ses talents et sa persévérance (il fait son auto-promotion de façon particulièrement motivée) attirent l'attention des frères Williams (Ronald « Slim » et Bryan « Birdman »), patrons du label Cash Money qui le signent. Débutant à l'âge de douze ans, sa carrière de MC est supervisée par Birdman, auquel Wayne se lie profondément.
La première partie du nom de scène du rappeur vient de son physique. Le rappeur mesure 1,66 m. Carter abrège simplement Little (« petit » en anglais) en Lil. Wayne, la deuxième partie de son nom de scène, est l’abréviation de « Dwayne » en « Wayne ». Il enlève le « D » pour ne pas porter le même nom que son père biologique (Dwayne Michael Turner), qu'il renie dès son jeune âge pour tous les actes de violences qu'il faisait subir à sa mère. Les débuts du rappeur sont d'abord collectifs : Carter sort en 1995 un EP avec le rappeur BG, True Story, puis, en 1997, les MC Juvenile et Turk les rejoignent pour former le groupe Hot Boys dont le premier album, Get It How You Live! publié le 28 octobre la même année, se vend à plus de 500 000 exemplaires. Le 27 juillet 1999, le groupe publie son deuxième album, Guerrilla Warfare, et Wayne apparaît notamment en featuring sur le single solo de Juvenile, Back That Azz Up. Le groupe poursuit les séances d'enregistrement, enregistrant assez de matériel pour sortir un nouvel LP. Les trois autres membres du groupe décident pourtant de quitter Cash Money, retardant de quelques années la publication de Let Em Burn en 2003.

### Débuts en solo (1999–2002)
Lil Wayne commence sa carrière solo le 2 novembre 1999 avec Tha Block Is Hot, un premier album qui atteint la troisième place du Billboard 200, et est certifié double disque de platine. Aidé par ses collègues de Cash Money collaborant sur plus de la moitié des titres, il y signe notamment Fuck tha World, Drop It Like It's Hot ou Kisha. Le deuxième album de Lil Wayne, Lights Out, publié le 5 décembre 2000, ne connaît pas le même succès que son prédécesseur et sera seulement certifié disque d'or. Pour la presse spécialisée, le jeune MC fait preuve d'une sorte de maturité, se démarquant d'une image destinant ses œuvres à un public jusque-là plutôt adolescent (Grown Man illustrant l'idée, aux côtés de titres plus classiques comme Hit U Up, Get Off the Corner, Shine, Jump Jiggy ou Let's Go). Wayne publie son troisième album solo, 500 Degreez, le 5 juillet 2002, qui ne parvient pas à réitérer le succès commercial du premier ou artistique du second : le jeune MC, toujours aussi efficace lorsqu'il est accompagné, convainc moins quand il rappe seul. L'album présente Way of Life, reprenant Paid in Full d'Eric B. and Rakim, Gangsta and Pimps ou encore Bloodline. Néanmoins Lil Wayne, avoue lors d'une interview que « si [s]on ami Trey Songz intégrait le Young Money, [il] risquerai[t] de perdre sa place de leader, car ce dernier est le futur du hip-hop américain. »
Après l'accueil timide de 500 Degreez et les faibles ventes du Neva Get Enuf des 3LW sur lequel il apparaissait en featuring, la carrière solo de Lil Wayne est dans une mauvaise passe. Seul rappeur des Hot Boys n'ayant pas quitté Cash Money, Lil Wayne décide même de sacrifier les titres du quatrième album sur lequel il travaille depuis 2002 et précipite la sortie d'une mixtape, Da Drought, en 2003. C'est au plus bas de sa carrière que Wayne écrit Tha Carter en 2004. Certes dans la lignée de ses œuvres précédentes (Mannie Fresh est toujours à la production, nombreux titres légers comme Ain't That a Bitch, Get Down, Earthquake ou Hoes), l'album jouit d'un rythme plus lent et d'une atmosphère plus sombre, plus mature en apparence (Walk In, We Don't, I Miss My Dawgs) et qui semble mettre en valeur les progrès techniques du MC. Le tube Go DJ augmente considérablement les ventes de l'album, qui s'écoule à 878 000 copies aux États-Unis et à plus d'un million dans le monde entier.

### Mixtapes et collaborations (2005–2007)

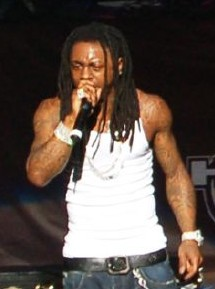
Lil Wayne sur la scène du Beacon Theatre le 23 juillet 2007.

L'année 2005 est décisive pour Wayne : le rappeur bonifie sa réputation underground en multipliant les mixtapes (Da Drought 2, The Prefix sortent en 2004 ; Dedication, The Suffix en 2005) et le succès de Tha Carter lui permet de se joindre à T.I. sur Soldier, le tube des Destiny's Child. Sa montée s'achève par sa nomination à la tête de Cash Money. C'est donc dans un contexte particulièrement favorable que sort le cinquième album du MC en novembre 2005.
Tha Carter II donne une dimension supérieure à Wayne, dont les critiques louent l'éclectisme, Mo' Fire lorgnant sur le reggae, Shooter avec Robin Thicke, Weezy Baby, Feel Me, la technique et l'efficacité avec Hustler Musik, Hit 'Em Up ou Receipt. L'album semble marquer le passage d'un saut qualitatif pour le MC dont la notoriété s'étend : même faute de véritable tube (le single Fireman ne dépasse pas la 32e place des ventes), Tha Carter II atteint la deuxième place du Billboard la semaine de sa sortie et se vend à terme à plus d'un million d'exemplaires aux États-Unis. Lil Wayne avait conclu Tha Carter II par « jusqu'à ce que je disparaisse, je suis le plus grand rappeur vivant ». Les années 2006 et 2007 sont ainsi consacrées, pour le rappeur, à tenter d'assumer et de convaincre de la pertinence de ce statut. Produisant de façon intense, Wayne prend à contre-courant la tendance de l'industrie musicale en laissant les titres qu'il enregistre disponibles gratuitement sur internet. Les mixtapes se multiplient et sont très bien accueillies : Dedication II et Blow: I Cant Feel My Face Prequel sortent en 2006 avec Like Father Like Son, un projet mené en duo avec Birdman. En 2007, l'EP The Leak et surtout Da Drought 3 soulèvent l'enthousiasme des critiques ; le magazine Rolling Stone fait même de la mixtape l'un des meilleurs albums de l'année.
À côté de ces projets, Wayne multiplie les collaborations dans les milieux du hip-hop et du RnB : Gimme That, puis We Takin' Over et I'm So Hood avec DJ Khaled, Make it Rain avec Fat Joe, Hollywood Divorce avec OutKast, You avec Lloyd, Sweetest Girl avec Wyclef Jean et Akon, Lyrical Homicide avec The Game, Barry Bonds avec Kanye West, All on You avec Kelly Rowland ou encore Duffle Bag Boy avec Playaz Circle. Wayne normalise la démarche du remix consistant à ajouter un couplet sur un titre pourtant déjà sorti. En 2009, le duo de Lil Wayne et de Weezer sort dans l'album Raditude de Weezer.
Son occupation de l'espace médiatique est considérable : ayant enregistré près de 500 titres entre 2005 et 2008, avouant même une certaine addiction à l'écriture, Carter voit ses efforts récompensés par quelques titres honorifiques : « MC de l'année » pour le magazine Rolling Stone, « MC le plus chaud » pour les journalistes de MTV US, « rappeur de l'année 2007 » pour The New Yorker, « rockstar » ou encore « superstar ». Ce buzz, semblable à celui qui avait précédé la sortie de Tha Carter II fait de sa suite, Tha Carter III, l'un des albums les plus attendus en 2008.

### Tha Carter III(2008–2017)

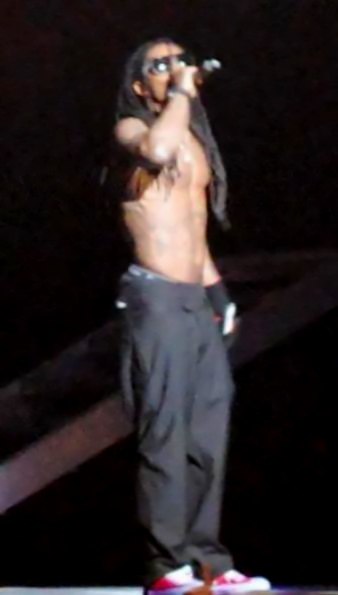
Lil Wayne sur scène à Vancouver, Canada, en janvier 2009.

Au printemps 2008, l'accueil triomphal de Lollipop, premier single issu du sixième album de Weezy (premier numéro 1 au Billboard pour le MC), précède un succès commercial à la hauteur de l'hyperactivité de Lil Wayne : Tha Carter III s'écoule à plus d'un million d'exemplaires la semaine de sa sortie aux États-Unis, une première dans la musique depuis 50 Cent et son The Massacre en 2005. À terme, l'album est certifié triple disque de platine aux États-Unis, son plus grand succès à ce jour[Quand ?] (3 millions d'exemplaires). Du point de vue des critiques, Tha Carter III apparaît moins homogène que Tha Carter II mais la juxtaposition de titres très efficaces (3 Peat, M.. Carter, A Milli, Got Money, Comfortable, Tie My Hands, Lollipop, La La) font de l'ensemble une œuvre justifiant un « succès général » dans les médias
Fin 2008, la carrière de Lil Wayne semble à son apogée : le triomphe commercial de son dernier album solo lui permet de se focaliser sur plusieurs projets qu'il développe en 2009 et 2010. Profitant de son succès pour faire découvrir de nouveaux et jeunes artistes, il consacre son temps à l'élaboration d'un album collectif, We Are Young Money, sur lequel apparaissent notamment Drake, Tyga et Nicki Minaj, et dont les singles sont Every Girl, Bed Rock et Roger That. Au début de 2010, Wayne surprend alors le monde du hip-hop avec la sortie d'un album orienté rock sur lequel il chante et joue de la guitare électrique, Rebirth. Contenant notamment les singles Run avec Shanell, Prom Queen, On Fire et Drop the World en featuring avec Eminem, certifié disque d'or aux États-Unis, l'album est sèchement accueilli par les critiques.
L'année 2010 apparaît ambivalente dans la carrière de Lil Wayne : marquant son probable apogée, elle ne semble pas moins annoncer un déclin du succès du MC car Carter, privé de liberté, n'occupe plus que difficilement l'espace médiatique en raison d'une peine de prison ferme de huit mois qu'il purge à l'établissement de Rikers Island à New York, de mars à novembre 2010, pour port d'armes illégal. Absent de la scène musicale malgré la parution d'un titre inédit I'm Single, la révélation de nouveaux clips issus des titres de Rebirth, puis la publication d'un EP I Am Not a Human Being, dont le single Right Above It rencontre un certain succès), Lil Wayne ne la domine jamais autant qu'à travers les succès colossaux que rencontrent ses protégés Drake et Nicki Minaj durant cette même année. À sa sortie de prison, Lil Wayne reprend les enregistrements et ne tarde pas à annoncer un nouvel album solo, Tha Carter IV. L'album rencontre un grand succès puisque 964 000 exemplaires sont vendus dès la première semaine.
En octobre 2011, Lil Wayne déclare qu'il y aura des suites aux albums I Am Not a Human Being et Rebirth. En avril 2012, Lil Wayne annonce qu'il sortira un album intitulé Devol (Loved à l'envers) et qui comportera des chansons d'amour qu'il a écrites en prison. En mai, Lil Wayne publie une diss song contre Pusha-T intitulée Goulish. Lil Wayne publie en 2012 I Am Not the Human Being II en 2012 avec des titres comme My Homies Still avec Big Sean, Yao Ming avec 2 Chainz et David Banner, Celebrate, Cyeah Cyeah avec Chris Brown et Gucci Mane, Sasaraf, Fortune Teller avec Mack Maine. Le 27 octobre 2012, alors qu'il se rendait à Los Angeles, Lil Wayne est victime d'un malaise et de convulsions à bord de son jet privé. L'avion doit atterrir d'urgence et le rappeur est hospitalisé. Les examens pratiqués montrent qu'il souffrait de déshydratation et de migraine. Quelques jours plus tard, lors d'une interview, il annonce que Tha Carter V sera son dernier album studio avant de prendre sa retraite.
En mai 2013, il est à nouveau hospitalisé pour une nouvelle attaque. Malgré l'annonce de sa retraite, en septembre 2013 il sort sa mixtape Dedication 5. En 2014, il sort en featuring avec T.I Ball qui a même joué dans le Fast and Furious 6, il sort également sur plusieurs titres de l'album Rich Gang de Birdman notamment sur les titres : Tapout (feat. Future, Nicki Minaj, Detail, Mack Maine et Birdman), We Been On (feat. R. Kelly et Birdman). Toujours en 2014, Lil wayne sort avec son label Young Money l'album The Rise of An Empire, qui est actuellement en tournée aux États-Unis et dont le titre comme We Alright montre Euro, un jeune recru qui a aussi beaucoup de potentiel. Carter apparaît notamment dans les titres comme: Loyal (feat. Chris Brown et Tyga), Faded (ft. Tyga) et Buy The World (feat. Mike Will Made It, Future et Kendrick Lamar).

### Tha Carter V(depuis 2018)
Après quelques années d'absences, il publie l'album Tha Carter V, le 28 septembre 2018, qui comprend en featuring XXXTentacion, Travis Scott, Nicki Minaj, Kendrick Lamar, Snoop Dogg, Ashanti, Mack Maine and Nivea et 2 Chainz.
En janvier 2021, Lil Wayne, soutien de Donald Trump qui risquait plusieurs années de prison pour possession illégale d’une arme à feu, bénéficie d'une grâce présidentielle préventive[source secondaire souhaitée].

## Vie personnelle
Lil Wayne est catholique et lit souvent la Bible. Lors d'une interview, il déclare croire en Dieu et à son fils, Jésus. Lors de son séjour en prison, il déclara à ses fans via son blog : « Je travaille beaucoup car cela me permet de passer le temps. Je lis la Bible tous les jours. Ce n'est pas la prison qui m'a fait découvrir Dieu, il a toujours été là. Ils peuvent m'enfermer, mais mon esprit et mon amour pour Dieu ne peuvent jamais se limiter aux murs de la prison. »

### Romances et paternité
Lil Wayne a 4 enfants. Son premier enfant, sa fille Reginae, est née le 29 novembre 1998, lorsqu'il a 16 ans, de sa relation avec Toya Johnson. Ils se sont mariés le 14 février 2004 et ont divorcé en janvier 2006. Son deuxième enfant, Dwayne III, est né le 22 octobre 2008 à la suite de sa relation avec l'animatrice radio Sarah Vivan,. Son troisième enfant, Kameron, est né de sa relation avec l'actrice Lauren London le 9 septembre 2009. Son quatrième enfant, Neal, est né de sa relation avec la chanteuse Nivea Hamilton le 30 novembre 2009.
De juillet 2014 à aout 2015, il fréquente la chanteuse et danseuse américaine Christina Milian. Le couple se sépare après une infidélité du rappeur avec le modèle Sylver Karatz.
Lil Wayne était fiancé à La'Tecia Thomas mais a annulé leurs fiancailles en mai 2020.
En juin 2020, il est annoncé qu'il fréquente Denise Bidot. En novembre 2020, ils se séparent à la suite de l'annonce du soutien de Lil Wayne pour Donald Trump. Il se réconcilient peu de temps après,,,.

## Skate
Dans certains de ses clips, comme dans My Homies Still, Lil Wayne fait du skate et devient de plus en plus adepte de ce sport qu'il pratique avec des personnalités connues comme Justin Bieber et des professionnels de la discipline. Il est d'ailleurs régulièrement invité aux X Games. Il a également construit un skatepark chez lui pour pouvoir pratiquer quand il le veut.
Lil Wayne crée même sa ligne de vêtements, Trukfit, initialement destinée aux skaters mais qui connaît un succès parmi les jeunes en général[source secondaire nécessaire]. Il lance enfin une marque de skateboards sur lesquels sont représentés un bonhomme stylisé qui tient un skate portant le logo Trukfit[source secondaire souhaitée].

## Discographie
- 1999 : Tha Block Is Hot
- 2000 : Lights Out
- 2002 : 500 Degreez
- 2004 : Tha Carter
- 2005 : Tha Carter II
- 2008 : Tha Carter III
- 2010 : Rebirth
- 2010 : I Am Not a Human Being
- 2011 : Tha Carter IV
- 2013 : I Am Not a Human Being II
- 2015 : Free Weezy Album
- 2018 : Tha Carter V
- 2020 : Funeral
- 2024 : Tha Carter VI
- 2024 : I Am Not a Human Being III

## Filmographie

### Cinéma
- 2000 : Baller Blockin' (en) : Iceberg Shorty
- 2007 : Who's Your Caddy? : lui-même
- 2008 : The Game: My Life Featuring Lil Wayne (vidéo) : lui-même
- 2009 : The Carter (documentaire) : lui-même
- 2010 : Hurricane Season : Lamont Johnson

### Télévision
- 2007 : Access Granted : lui-même
- 2007 : The Boondocks (série TV)
- 2007 : Blueprint: lui-même (téléfilm)
- 2009 : Behind the Music (en) (série télévisée documentaire) : lui-même
- 2010 : Freaknik: The Musical (téléfilm) : Trap Jesus